# Metopolophium alpinum
Metopolophium alpinum är en insektsart. Metopolophium alpinum ingår i släktet Metopolophium och familjen långrörsbladlöss. Inga underarter finns listade i Catalogue of Life.